# Pachyolpium aureum
Espèce
Synonymes
- Olpiolum aureum (Hoff, 1945)

Pachyolpium aureum est une espèce de pseudoscorpions de la famille des Olpiidae.

## Distribution
Cette espèce est endémique de Porto Rico. Elle se rencontre sur Isla Mona.

## Description
Les mâles mesurent de 2,7 à 2,8 mm.

## Systématique et taxinomie
Cette espèce a été placée dans le genre Olpiolum par Hoff en 1964 puis retournée dans le genre Pachyolpium par Tooren en 2002.

## Publication originale
- Hoff, 1945 : The pseudoscorpion subfamily Olpiinae. American Museum Novitates, no 1291, p. 1-30 (texte intégral).